# ラパチャFC
ラパチャFC（タイ語: สโมสรกีฬาราชประชา ไทยแลนด์, 英語: Rajpracha Football Club Thailand）は、タイのサッカークラブ。日本語ではラチャプラチャーFCとも言われる。
本拠地はバンコク周辺を頻繁に移転しており、2020年からはパトゥムターニー県のBGスタジアムを使用している。

## 歴史
現在のタイFAカップ（1980年創設）の前身大会にYouth Development Teamの名称で出場し、1975年の第1回大会から連覇した。1996年に創設されたタイ・プレミアリーグにはUCOMラパチャの名称で出場していた。2009年にはタイ・ディヴィジョン2リーグのバンコク地区リーグで優勝、チャンピオンシップでも優勝してタイ・ディヴィジョン1リーグに昇格した。2009年に本拠地をノンタブリー県に移転した際にクラブ名がラパチャFCからラパチャ・ノンタブリーFCに変更されたが、ナコーンパトム県に移転した2011年に再び現在のクラブ名に変更された。
2012年シーズンはディヴィジョン1で17位に終わり、リージョナルリーグ・ディヴィジョン2に降格。
2016年シーズン、リージョナルリーグ・ディヴィジョン2バンコク東部地区で優勝し、2017年シーズンから新設されたタイ・リーグ3に参戦。
2020-21シーズン、タイ・リーグ3西地区2位、昇格をかけた全国選手権で3位となり、タイ・リーグ2に昇格。

## タイトル

### 国内タイトル
- リージョナルリーグ・ディヴィジョン2 (1) : 2009
  - タイ・ディヴィジョン2リーグ バンコク地区 (1) : 2009
- タイFAカップ (5) : 1975, 1976, 1985, 1992, 1994
- コー・ロイヤルカップ (4) : 1970, 1971, 1980, 1982

## 過去の成績

### 国内リーグ
- 1996-97 タイ・プレミアリーグ : 5位
- 1997 タイ・プレミアリーグ : 10位
- 1998 タイ・プレミアリーグ : 12位 (降格)
- 1999 タイ・ディヴィジョン1リーグ : 不明
- 2000 タイ・ディヴィジョン1リーグ : 不明
- 2001-02 タイ・ディヴィジョン1リーグ : 不明
- 2002-03 タイ・ディヴィジョン1リーグ : 11位[1]
- 2003-04 タイ・ディヴィジョン1リーグ : 不明
- 2004-05 タイ・ディヴィジョン1リーグ : 不明
- 2006 不明 : 不明
- 2007 Khǒr Royal Cup (3部) : 不明 (昇格)[2]
- 2008 リージョナルリーグ・ディヴィジョン2 グループA : 6位
- 2009 リージョナルリーグ・ディヴィジョン2 バンコク地区 : 優勝、同チャンピオンシップ : 優勝 (昇格)
- 2010 タイ・ディヴィジョン1リーグ : 9位
- 2011 タイ・ディヴィジョン1リーグ : 8位
- 2012 タイ・ディヴィジョン1リーグ : 17位 (降格)
- 2013 リージョナルリーグ・ディヴィジョン2  中西部: 6位
- 2014 リージョナルリーグ・ディヴィジョン2  中西部: 10位
- 2015 リージョナルリーグ・ディヴィジョン2  中西部: 6位
- 2016 リージョナルリーグ・ディヴィジョン2  バンコク東部: 優勝
- 2017 タイ・リーグ3  下地区: 14位
- 2018 タイ・リーグ3  下地区: 13位
- 2019 タイ・リーグ3  下地区: 12位
- 2020-21 タイ・リーグ3  西地区: 2位、全国選手権: 3位（昇格）

## 歴代所属選手
- ティーラシン・デーンダー 2006, 2008
- カウィン・タンマサッチャーナン 2007
- 伊藤琢矢 2011-2012
- 石津大輝
- 小林周平 2014-2014
- 野原有希 2020, 2021-